# 到手香

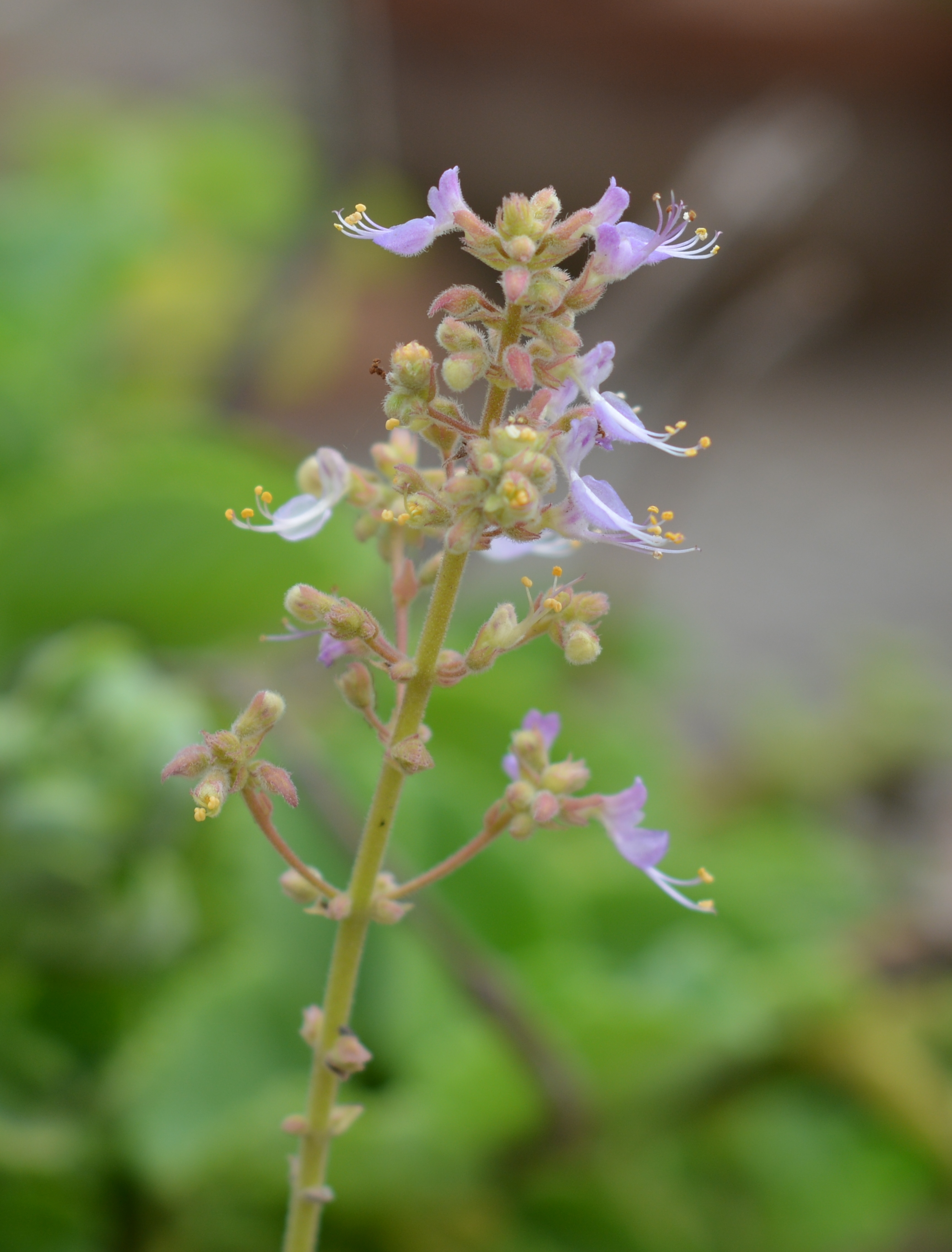
花序

到手香，又名著手香、左手香、過手香、芳香鞘蕊花、古巴奧勒岡、印度琉璃苣、西班牙百里香、本藿香、藿香、排香草、洋薄荷、印度薄荷、番薄荷、番檸檬，是一種唇形科多年生香草，因為在植株上僅淡淡清香，當摘下葉片後，因有傷口散發香氣而得名。其原產地可能是非洲，但如今在华南、臺灣、东南亚、南亚等热带地区廣為栽培，供藥用及觀賞用。

## 型態
到手香是一個多年生大型多肉的草本植物，其植物具有濃烈香氣，多分枝或叢生，基部臥狀木質化，葉片對生，廣卵形，先端純圓或銳，齒狀緣有點上捲，且全株密被細毛。到手香株高約30 - 90公分。人工培植，可達兩米。
輪繖花序，花萼卵形，黃褐色，雄蕊 4 枚，基部聯合成管狀；子房球形，花柱細長，伸出花冠外，柱頭 2 歧。
花期在春、秋季或周年，果實為瘦果。

## 特色
味辛性寒涼血，很明顯的香氛，精油主成份、香味和奧勒岡很類似。
注意事項：植物沒清洗乾淨會有黴菌細菌沾附。外用不可接觸眼睛、滴入耳道或塗在傷口。皮膚敏感測試。不宜食用過多。
```
  .台灣醫藥界皆不建議食用。
  .衛福部未列入可供食用使用的植物。
  .農委會將它列為香藥草植物，有詳細介紹各種用途
```

## 常見種類
大葉到手香：街頭巷尾最常見的品種，也是青草店會販賣的品種。
小葉到手香：小巧，葉子圓潤厚實，氣味柔和。
薄荷到手香：葉子為菱形狀，近似維奇左手香，但葉緣比較平整
白斑到手香：葉子有白色鑲邊。氣味和大葉到手香相近。
黃斑到手香：葉片有三層不同的黃綠色。

## 用途

### 香料
到手香帶有香味，可以用來清新空氣或調味肉品。

### 藥用
到手香味辛、性寒，具有清暑解表，化濕健胃，涼血解毒，消腫止癢功效。葉片具有相當多的療效，坊間相傳搗碎榨汁後加蜂蜜、鹽等飲用可用於治療咳嗽、感冒、喉嚨痛；亦有人將葉片搗碎後外敷，消炎、止腫。到手香雖有藥用價值，卻並非中醫師使用的中藥材。
林口長庚醫院臨床毒物科主任林杰樑曾表示，沒有文獻證實到手香的功效，且到手香帶有輕微的神經毒性，隨意使用或食用都很危險。
皮膚科醫師柯適中曾表示他的門診有許多病人自行在皮膚上塗抹剁碎的到手香，卻反而導致接觸性皮膚炎。
加入酒精做成防蚊液。
消除紅腫、治癰瘡腫毒、蚊蟲叮咬。

### 種植
到手香通常用插扦方式種植，雖會開紫色的花，但通常沒注意到種子是否能種植。
除了使用常見的莖段扦插，亦可以用包含葉柄的葉片種植。冬季以外都是適合到手香扦插的時期，極易存活，約7~10天後發根。
疏鬆、排水良好的砂質土壤及陽光充足的地方是利於到手香種植的環境，潮濕容易使到手香腐爛。
春夏秋可定期摘心促進植株，枝葉會生長的更茂密。

### 調香
到手香也是一種芳香植物，提煉出的精油具有濃烈的香柏氣味，被用來作為薰香與香料的固定劑與定香劑，同時又是白玫瑰和馥奇型香精的調和原料，也能與香根草油共用做東方型香精的調和基礎。在東南亞國家中，到手香是一種經濟價值極高的植物。
民間療護傳可製成香膏，對皮膚有殺菌效果，如濕疹、痘痘、粉刺。
但截至目前對人體的安全性很不明確，雖然很多人使用後都沒事，但國內外都有中毒或接觸性過敏的案例，所以不建議嘗試民間療法偏方，特別是有慢性病、容易過敏、體質虛弱的人。

## 備註
1. ↑  Syst. veg. 2:690. 1825
2. ↑  Datiles, Marianne Jennifer. . 2022-01-07. doi:10.1079/cabicompendium.119834 （英语）.
3. ↑  .   [2016-10-20]. （原始内容存档于2016-10-20）.
4. ↑  許宥孺、吳奕靖. . ETtoday健康雲. 2020-08-11  [2022-05-05]. （原始内容存档于2020-10-23） （中文）.

## 外部連結
- 台灣物種名錄——到手香 （页面存档备份，存于）
- 台灣本土植物資料庫——倒手香 （页面存档备份，存于）
- 鑲邊到手香（學名：Plectranthus amboinicus cv. 'Variegata'）的圖片 （页面存档备份，存于）